# Tadeusz Fijewski
Tadeusz Fijewski (14 tháng 7 năm 1911 – 12 tháng 11 năm 1978) là một diễn viên điện ảnh và diễn viên sân khấu người Ba Lan. Trong các năm 1927-1978, ông tham gia diễn xuất trong 50 phim.
Tadeusz Fijewski từng làm diễn viên sân khấu của các nhà hát: Nhà hát Wilam Horzyca ở Toruń (1945-1946), Nhà hát Nowy ở Warsaw (1947-1949), Nhà hát Quốc gia ở Warsaw (1949-1950 và 1955-1956), Nhà hát Đương đại ở Warsaw (1956-1957 và 1967-1968) và Nhà hát Ba Lan Arnold Szyfman ở Warsaw (1968-1969 và 1977-1978).

## Thành tích nghệ thuật
- Zew morza (1927)
- Przedwiosnie (1928)
- Pod banderą miłości (1929)
- Prokurator Alicja Horn (1933)
- Młody Las (1934)
- Córka generała Pankratowa (1934)
- Granny Had No Worries (1935)
- Znachor (1937)
- Pawel i Gawel (1938)
- Border Street (1948)
- Kapelusz pana Anatola (1957)
- Pan Anatol szuka miliona (1958)
- Inspekcja pana Anatola (1959)
- The Impossible Goodbye (1962)
- The First Day of Freedom (1964)
- Three Steps on Earth (1965)
- Lenin in Poland (1966)
- Czterej pancerni i pies (1966-1970)
- Kamizelka (1971)
- Na przelaj (1972)
- Chlopi (1972)
- Wiosna, panie sierzancie (1974)
- Nights and Days (Noce i dnie) (1975)
- Kazimierz Wielki (1976)
- Pelnia (1979)